# Roumaniana (Absil)
Roumaniana is een suite voor harmonieorkest (symfonisch blaasorkest) van de Belgische componist Jean Absil.
De suite Roumaniana bestaat uit:
- Dans van Craïova en Caracal
- Droefgeestig wiegelied
- Dans uit Transsylvanië
- Liederen van Brașov
- Volksfeest

Het werk werd in 1991 op cd opgenomen door het Groot Harmonieorkest van de Belgische Gidsen te Brussel.